# توس سیاه
توس سیاه (نام علمی: Betula nigra) نام یک گونه از سرده توس است.

## نگارخانه

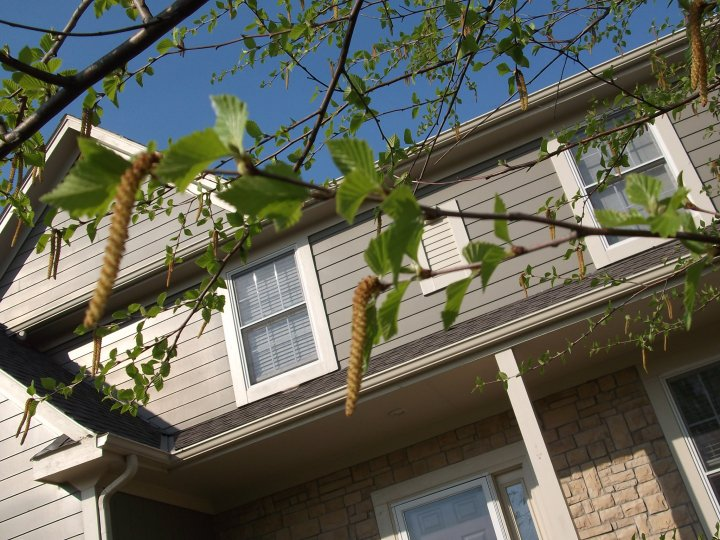
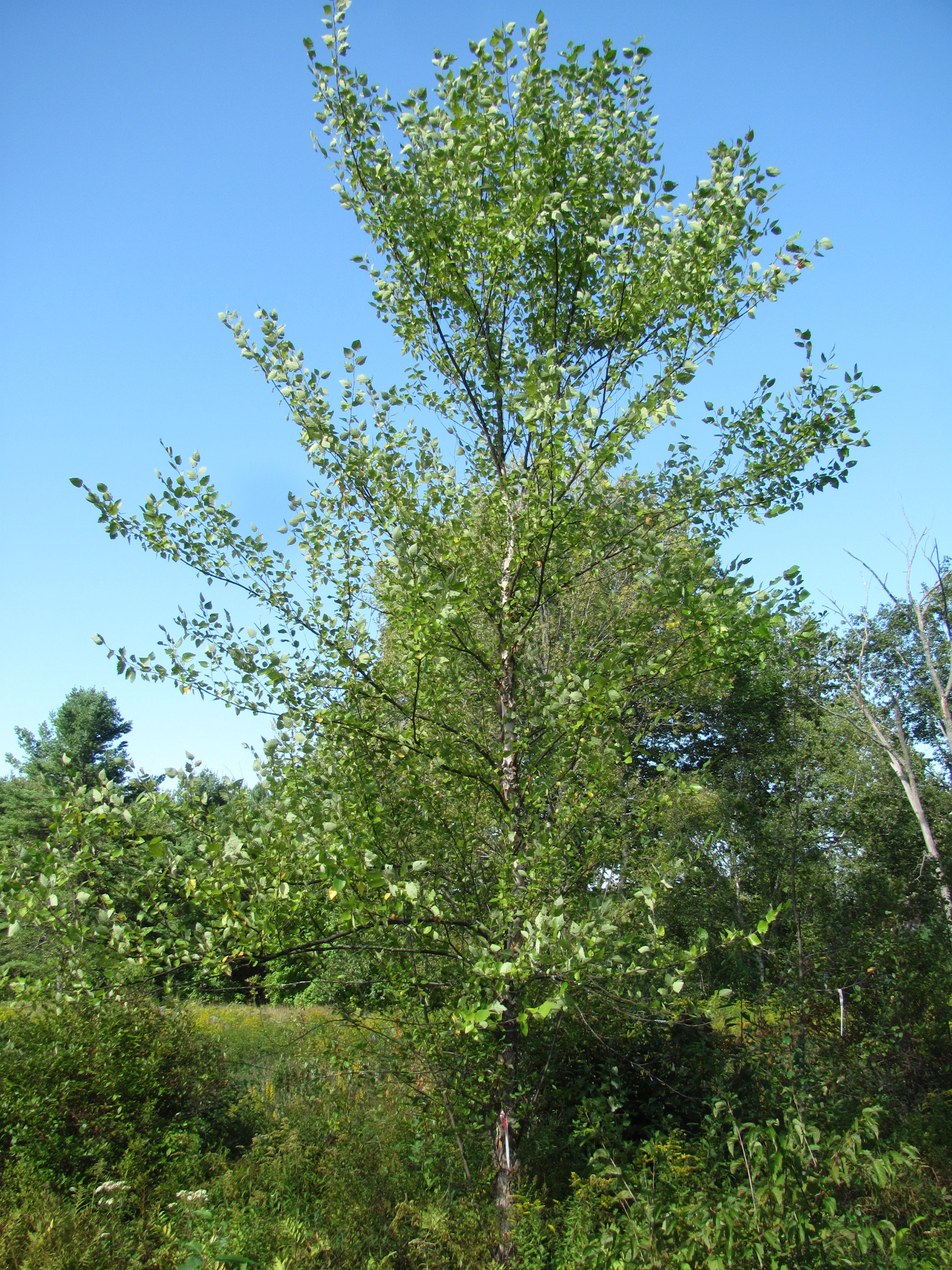